# Muraltia thymifolia
Muraltia thymifolia là một loài thực vật có hoa trong họ Polygalaceae. Loài này được DC. mô tả khoa học đầu tiên.